# جيلبرت هارمان
جيلبرت هارمان (بالإنجليزية: Gilbert Harman)‏ (من مواليد 1938) هو فيلسوف أمريكي، وأستاذ في جامعة برنستون منذ سنة 1963.
لهارمان العديد من المنشورات العلمية في مجالات مختلفة مثل فلسفة اللغة والعلوم الاستعرافية والأخلاقيات وعلم النفس الأخلاقي ونظرية المعرفة ونظرية التعلم الإحصائية، وفي الميتافيزيقيا. ساهم مع جورج أرميتاج ميلر في إدارة مختبر العلوم الاستعرافية في جامعة برنستون. كما ساهم هارمان في تطوير فلسفة المنطق، وفي التمييز بين العمليات المنطقية والنفسانية.

## اقرأ أيضاً
- جورج أرميتاج ميلر
- وظائفية (فلسفة)